# Cerritos (Kalifornia)
Cerritos – miasto w Stanach Zjednoczonych, w stanie Kalifornia, w hrabstwie Los Angeles. W 2010 zamieszkiwało je 49 041 osób. Miasto leży na wysokości 14 metrów n.p.m. i zajmuje powierzchnię 22,937 km².
Prawa miejskie uzyskało 24 kwietnia 1956 jako Dairy Valley.